# Поксдорф
Поксдорф (нім. Poxdorf) — громада в Німеччині, розташована в землі Баварія. Підпорядковується адміністративному округу Верхня Франконія. Входить до складу району Форхгайм. Складова частина об'єднання громад Еффельтріх.
Площа — 5,16 км2. Населення становить 1501 ос. (станом на 31 грудня 2020).